# Касьянов Олександр Михайлович
Олекса́ндр Миха́йлович Касья́нов (23 лютого 1906, Харків — 23 вересня 1961, Київ) — український архітектор, кандидат архітектури (1955), головний архітектор Харкова (1943—1950), член-кореспондент Академії архітектури УРСР (1949), член-кореспондент Академії будівництва та архітектури УРСР (1958—1961).

## Біографія
Народився в родині вчителя.
1923—1924 рр. працював художником та креслярем в «ИЗО» Рабіс.
У 1930 році закінчив Харківський художній інститут.
У 1926—1928 рр. паралельно з навчанням працював креслярем, техніком, старшим техніком спорудження будівлі Держпрому в Харкові.
У 1928—1930 рр. працював архітектором у проєктному бюро Окржитлоспілки в м. Харкові.
У 1928—1930 рр. за проєктом Касьянова побудовано будинок відпочинку поблизу м. Зміїва Харківської області (у співавторстві зі С. М. Кравцем).
1930—1940 рр. — працював архітектором, заступником керівника, керівником архітектурно-планувальної майстерні Діпроміста УРСР. У 1931—1938 з групою архітекторів працював над ескізним і генеральним проєктами планування Харкова.
У 1934 — вступив до Спілки радянських архітекторів УРСР.
У 1940 р. призначений головним архітектором Львова (у період першої радянської окупації 1939—1941 років). Спільно з В. Пеньковським та В. Лейберцом розробив генплан, котрий зокрема передбачав «створення нового центрального майдану на місці нетрів середньовічного гетто», що базувався на тогочасних ідеях реконструкції Москви, Києва, Харкова. Проєкт не реалізовано через окупацію Галичини німцями. Деякі програмні пункти проєкту запозичені наступними радянським генпланами Львова.
У липні-вересні 1941 р. — архітектор з маскування промпідприємств Діпроміста УРСР у Харкові, протягом вересня 1941 — вересня 1943 рр. керував 2-м відділенням військово-польового будівництва.
У 1943—1950 роках був головним архітектором Харкова. Брав участь у створенні генеральних планів Харкова, Львова, Чернігова, Луганська, Кам'янця-Подільського та інших міст України, у проєктуванні окремих ансамблів (наприклад, центральної площі в Новій Каховці) та споруд.

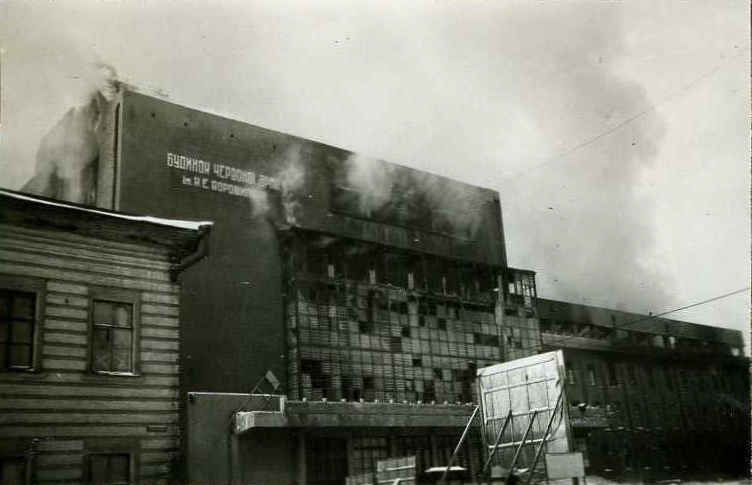
Дім червоної Армії (1934). Харків. Вигляд під час Другої світової війни. Не зберігся.

У 1930—1950 роках викладав у Харківському інженерно-будівельному інституті. Серед архітекторських проєктів — будинок Червоної Армії, 1934, Харків, співавтори Каракіс Йосип Юлійович, Покорний Михайло Францович та Меллер Вадим Георгійович.
У 1949 р. став членом-кореспондентом Академії архітектури УРСР.
З 1951 року — директор Науково-дослідного інституту містобудування Академії архітектури УРСР (м. Київ).
У 1955 р. Касьянова обрали в. о. члена Президії Академії архітектури УРСР, у 1958—1961 рр. — член-кореспондент Академії будівництва і архітектури УРСР.

## Будівлі та споруди
- 1946 р. — музична естрада в парку ім. Т. Шевченка у Харкові (у співавторстві), не збереглася.
- 1948 р. — сквер і фонтан Дзеркальний струмінь у сквері Перемоги на вул. Сумській у Харкові (у співавторстві з В. Коржем та А. Маяком).
- житловий будинок на вул. Свободи у Харкові.
- 1950—1951 рр. — участь у будівництві нової будівлі Харківського державного університету.

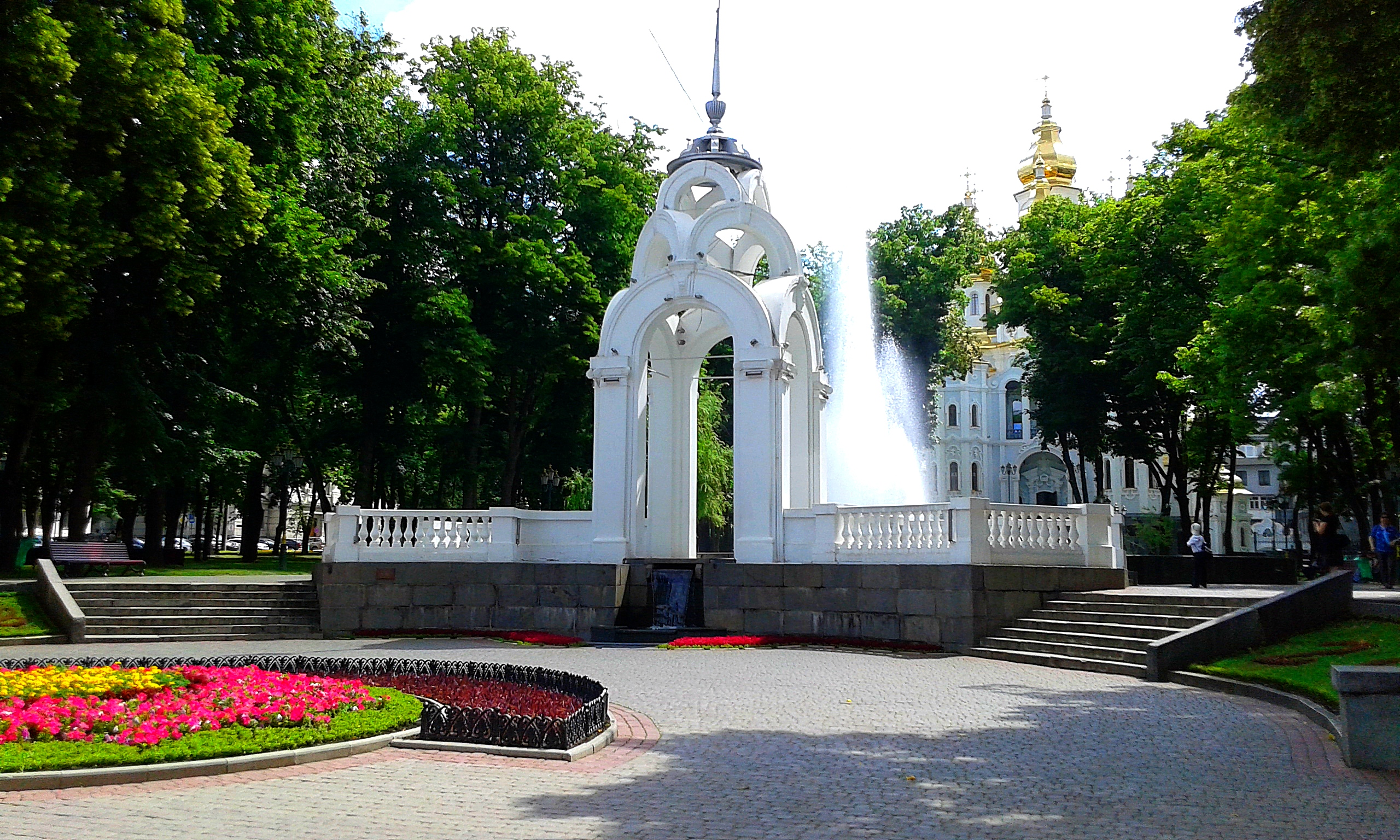
Сквер фонтану "Дзеркальний струмінь". Харків

Брав участь конкурсах на проєкт будівлі ЦК КПУ, Будинку Червоної армії, пам'ятника Т. Шевченку в м. Харкові, Палацу Рад у м. Москві та ін.

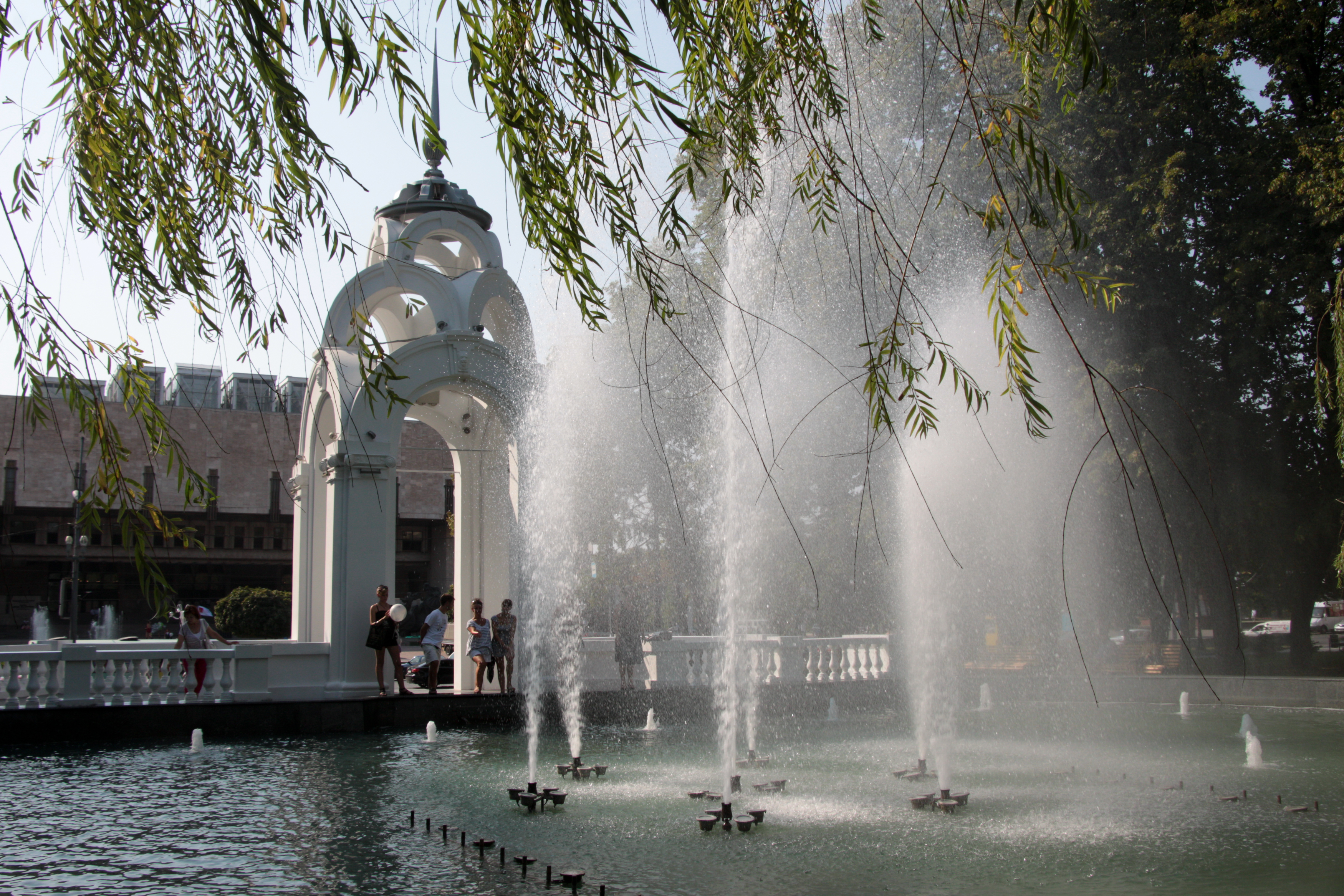
Вигляд фонтану за альтанкою фонтану "Дзеркальний струмінь". Харків

## Праці
Опублікував понад 40 праць з містобудування («Місто майбутнього». К., 1957; «Радянське містобудівництво на Україні». К., 1955, та ін.).